# Calliandra decrescens
Calliandra decrescens  es una especie de leguminosa en la familia de las Fabaceae. Es endémica de Ecuador, del Perú y de Trinidad y Tobago. Está amenazada por pérdida de hábitat.

## Taxonomía
Calliandra guildingii fue descrita por George Bentham  y publicado en London Journal of Botany 3: 96. 1844.
Etimología
Calliandra: nombre genérico derivado del griego kalli = "hermoso" y andros = "masculino", refiriéndose a sus estambres bellamente coloreados.
decrescens: epíteto
Sinonimia
- Anneslia guildingii Britton & Rose
- Calliandra decrescens Killip & J.F.Macbr.
- Feuilleea guildingii Kuntze[3]